# Traisa
Traisa er en lille landsby i kommunen Mühltal i den tyske delstat Hessen. Landsbyen har omkring 3000 indbyggere.
49°50′13″N 8°41′26″Ø / 49.8369°N 8.6906°Ø